# سيرال (أورن)
سيرال هي بلدية في أورن في شمال غرب فرنسا.